# 11:e världsjamboreen
Den 11:e världsjamboreen hölls i Marathon i Grekland 1963. På den elva dagar långa jamboreen deltog 10 394 scouter från 89 länder.